# 蜂后

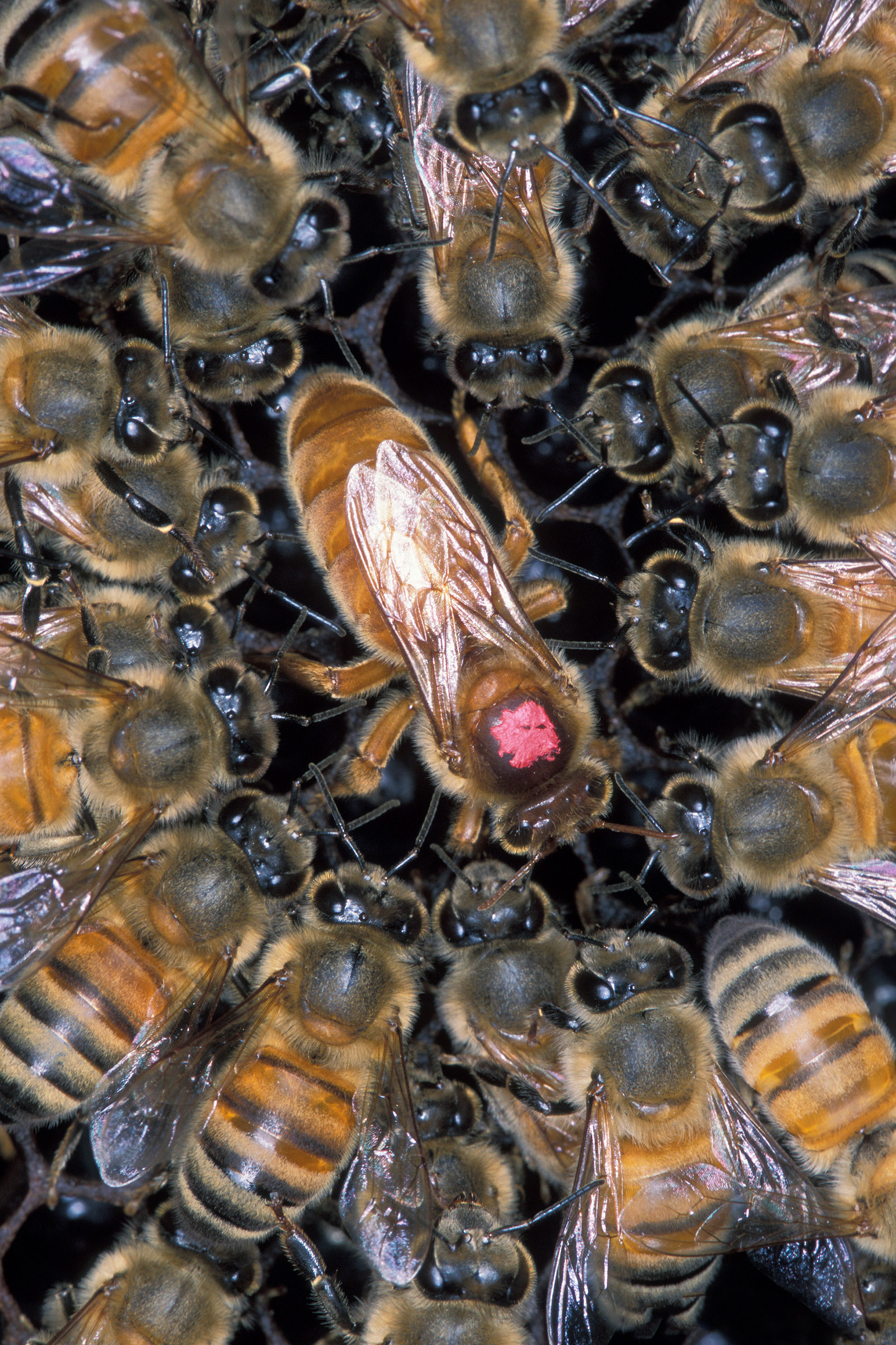
被工蜂包围的蜂后（有标记者）

蜂后又稱蜂王、女王蜂，是蜜蜂群體中唯一能正常產卵的雌性蜂，蜂后通常是蜂群中其它成员的母親，因此也稱之为母蜂。一个蜜蜂群體中可能有幾千到幾萬隻蜜蜂，但只會有一隻蜂后。除了产卵， 蜂后的各种腺体还会释放不同的信息素，调节工蜂的行为和生理，维持蜂群的稳定。

## 特征和生命周期
蜂后會從蜂王台中出生，預計成為蜂后的幼蟲會持續食用蜂王漿直到發育完成，未持續食用蜂王漿的雌性幼蟲會成為工蜂。蜂后的寿命一般约26个月，但2010年代以来大部分蜂后的寿命不到一年。蜂后一生都依赖于食用蜂王浆来延长寿命。
從卵發育成蜂后羽化需要的時間依蜜蜂的品種而不同，東方蜜蜂需要15天，西方蜜蜂需要16天，而西方蜜蜂的亞種東非蜂需15天。
先羽化的新蜂后會尋找尚未羽化的蜂后並摧毀潛在的競爭者，若多隻新蜂后同時羽化，新蜂后之間將展開激烈的廝殺，最后只会留下一只新蜂后。

## 交尾与繁殖
蜂后羽化后大约7～10天交尾，交尾后2～3天开始产卵。處女蜂后是指未发育完成、未达到交尾期而还未交尾的蜂后；或指错过交尾时刻的蜂后，后者由于未能受精，只能以孤雌生殖产下雄蜂。
即使成功受精，若然粮食短缺，工蜂会减少对蜂后的喂食，导致蜂后无法或减少产下后代。
处女蜂王在空中与多头雄蜂（平均12只）交尾，获取的精子储存在受精囊中供其一生产卵使用。蜂后的一雌多雄交尾方式增加了蜂群内后代工蜂的遗传多样性，提高了蜂群的抗病能力和适应度。
蜂后的有效交尾频率对蜂群的发展具有重要影响，充分的交尾频率（有效交尾频率高于7）有助于蜂群的稳定发展和提高生产能力。
長久只能產下雄蜂的處女蜂后，最終很可能被工蜂推翻，以新蜂后作替換；或是如果工蜂無法造出新蜂后，雄蜂增多，又缺少新工蜂填補，最終導致蜂群滅亡。

## 病虫害
蜜蜂作为多种病原体的宿主，容易受到各种病虫害的影响，而蜂王也不例外。主要的病虫害包括蜂螨、微孢子虫以及多种病毒。
最为严重的蜜蜂病虫害之一是狄斯瓦螨（Varroa destructor）。武氏蜂盾螨（Acarapis woodi）在蜂王中的寄生也较为普遍，感染会导致蜂王体重下降，受精囊内储存的精子数量减少。
感染蜜蜂的微孢子虫有蜜蜂微孢子虫（Nosema apis）和东方蜜蜂微孢子虫（Nosema ceranae），这两种微孢子虫均可感染蜂王，并导致组织损伤。感染蜂王后，其卵母细胞表面形态发生改变，内部卵黄颗粒分解，部分线粒体退化，同时肠上皮细胞增生、围食膜退化，进而导致蜂王产下的卵中有大比例的卵不能孵化。
已经鉴定出超过30种蜜蜂病毒，其中中已在蜂王体内检测到的病毒包括残翅病毒（Deformed wing virus）、狄斯瓦螨病毒-1（Varroa destructor virus-1）、类瓦螨病毒（Varroa destructor Macula-like virus）、慢性麻痹病毒（Slow bee paralysis virus）、黑蜂王台病毒（Black queen cell virus）、蜜蜂慢性麻痹病毒（Chronic bee paralysis virus）、蜜蜂急性麻痹病毒（Acute bee paralysis virus）、以色列急性麻痹病毒（Israeli acute paralysis virus）、囊状幼虫病毒（Sacbrood virus）以及克什米尔蜜蜂病毒（Kashmir bee virus）等。蜂王感染病毒通常不会出现明显症状，但某些病毒感染，如残翅病毒可能导致蜂王翅膀畸形。